# Orcofi
 (mars 2010).
Si vous disposez d'ouvrages ou d'articles de référence ou si vous connaissez des sites web de qualité traitant du thème abordé ici, merci de compléter l'article en donnant les références utiles à sa vérifiabilité et en les liant à la section « Notes et références ».
Orcofi est un conglomérat du luxe fondé en 1988 et démantelé en 1996.
Société holding fondée par Henry Racamier, l'ancien Président de Louis Vuitton (1977-1989) et de LVMH (1987-1989), Orcofi portera les participations financières et industrielles de la famille Vuitton.
Entre 1989 et 1991, Orcofi a constitué un impressionnant portefeuille dans le secteur du luxe et a notamment racheté le maroquinier Andrelux (Soco, Upla, Le Tanneur), le malletier historique Moynat, l'épicier de luxe Hédiard, les Cristalleries Daum, la jeune griffe de prêt-à-porter Inès de la Fressange et la maison de couture Lanvin.
En proie à des difficultés financières, Orcofi a cédé plusieurs de ses filiales (dont Lanvin à L'Oréal en octobre 1995) avant d'être rachetée par AXA en 1996 puis démantelée.